# Krystian Bielik
Krystian Bielik [ˈkrɨstjan ˈbjɛlik], född 4 januari 1998, är en polsk fotbollsspelare som spelar för Birmingham City FC och Polens herrlandslag i fotboll.
Bielik VM-debuterade som inhoppare mot Mexiko den 22 november 2022. Han ingick sedan i startelvan i den följande VM-matchen mot Saudiarabien den 26 november. Även mot Argentina den 30 november ingick Bielik i startelvan.